# Il lungo giorno della violenza
Il lungo giorno della violenza è un film del 1971 diretto da Giuseppe Maria Scotese.

## Trama
Un giovane idealista decide di unirsi alla rivoluzione messicana, rubando alcuni documenti militari per consegnarli a Pancho Villa. I Federales tentano di fermarlo con l'aiuto di bandito Juan Cisneros.